# 瓦加 (波德蓋齊區)
49°18′17″N 25°17′55″E / 49.30472°N 25.29861°E
瓦加（烏克蘭語：Вага），是烏克蘭的村落，位於該國西部捷爾諾波爾州，由捷尔诺波尔区負責管轄，面積2.63平方公里，海拔高度370米，2001年人口210，人口密度每平方公里79.9人。